# Flugplatz Marl-Loemühle

i7
i11
i13

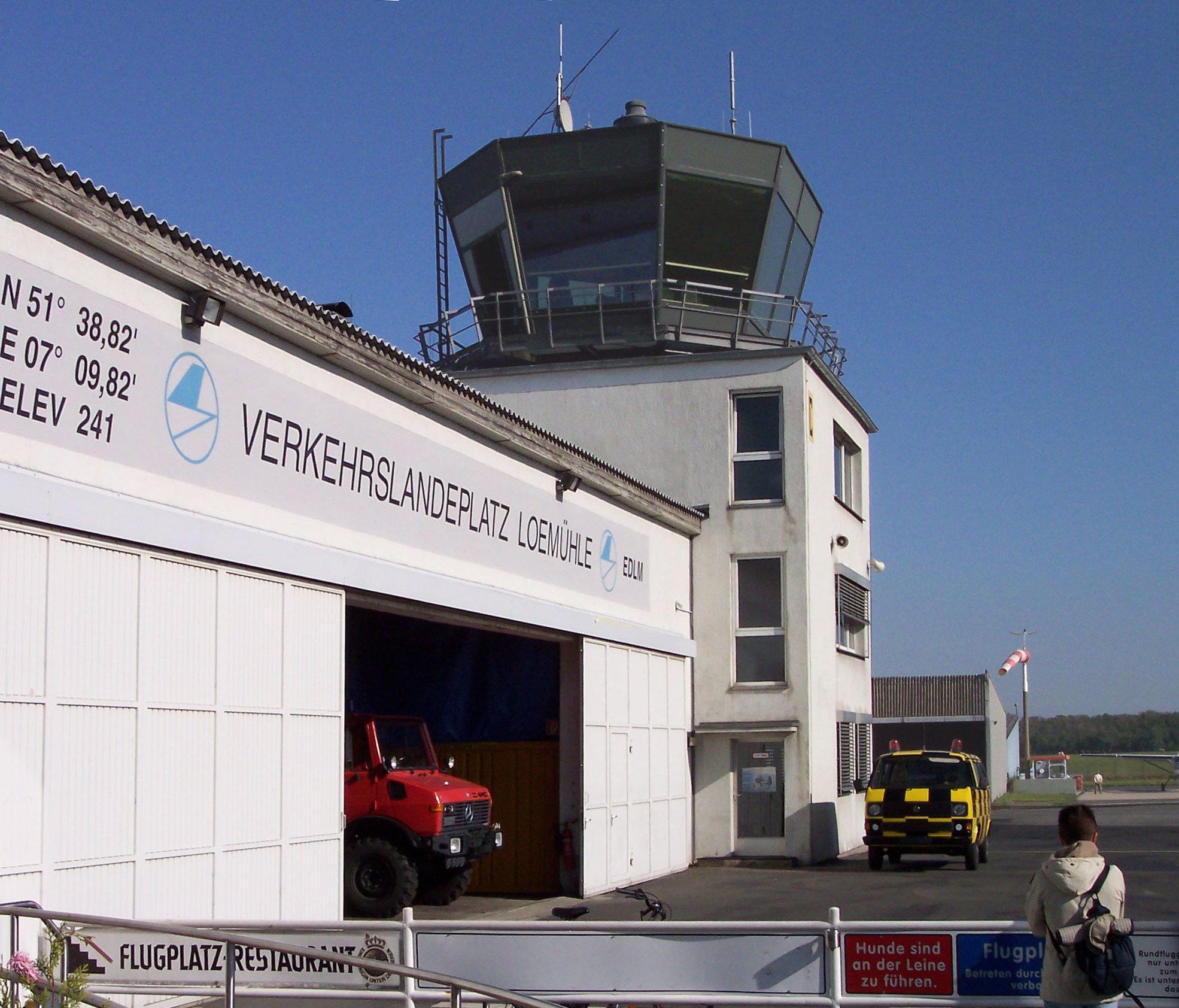
Tower des Flugplatzes

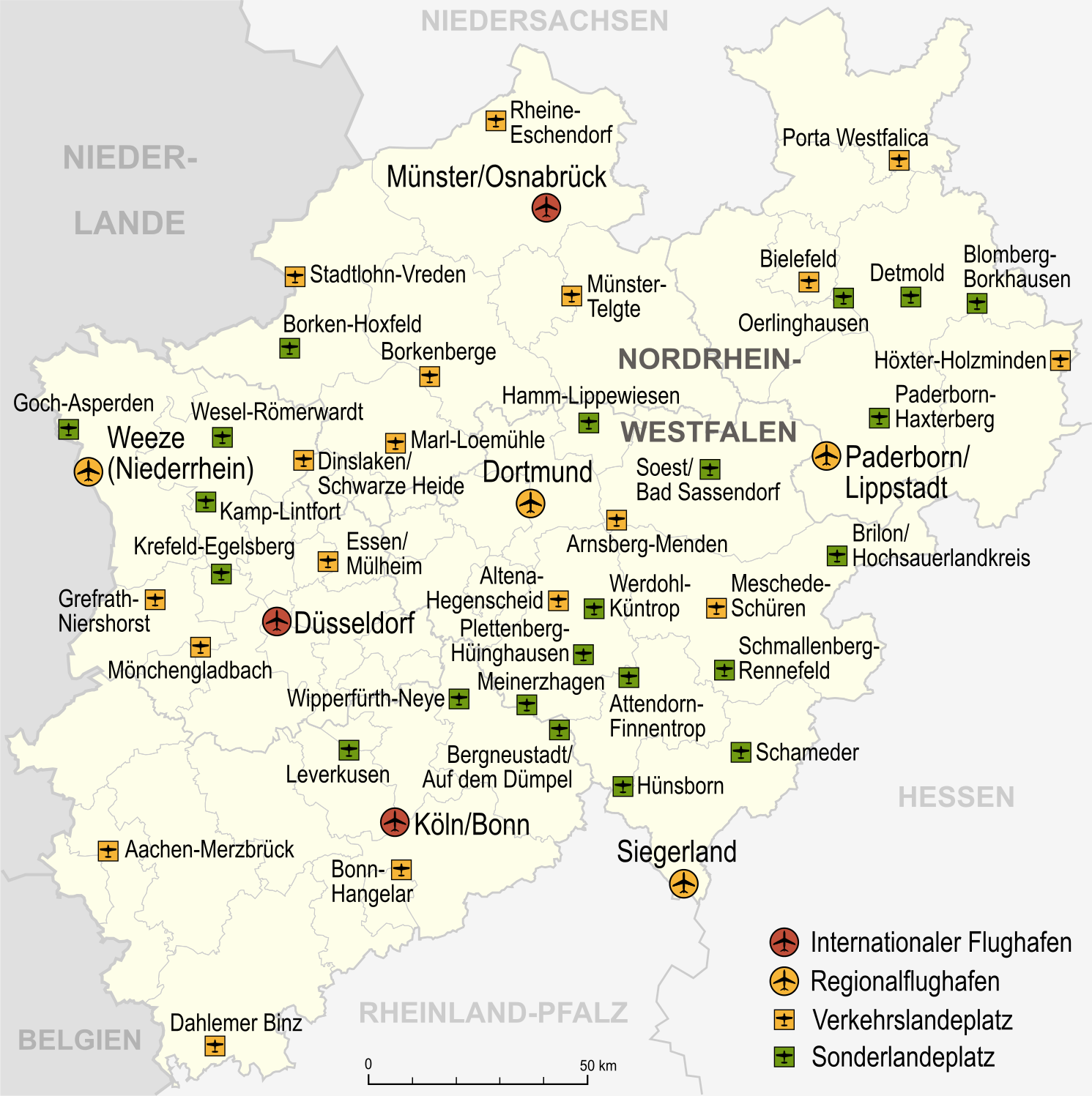
Flugplatz Marl-Loemühle in der NRW-Übersicht

Der Flugplatz Marl-Loemühle (IATA-Code: ZOJ, ICAO-Code: EDLM) ist ein Verkehrslandeplatz in Marl (Nordrhein-Westfalen) an der Stadtgrenze zu Recklinghausen mit Bedeutung für den Raum Vest Recklinghausen sowie die südlichen Ausläufer des Münsterlandes. Er gehört, wie auch der Flugplatz Dinslaken/Schwarze Heide, zur Route der Industriekultur.

## Lage
Der Flugplatz befindet sich im Marler Stadtteil Hüls, an der Grenze zu Recklinghausen. Er liegt somit genau im Übergang von der Metropole Ruhr zum Münsterland. Unweit des Landeplatzes verlaufen die Bundesautobahn 43 mit der nahen Anschlussstelle Marl-Sinsen/Marl-Süd und die Bundesstraße 225.

## Geschichte
1959 wurde von dem Motorfliegerclub Vest e. V. (MFC) der Städte Marl und Recklinghausen die Verkehrslandeplatz Loemühle GmbH (VLP GmbH) gegründet. Der Kreis Recklinghausen trat Ende desselben Jahres als weiterer Gesellschafter der GmbH bei. 1980 veräußerte der Motorfliegerclub seine Anteile an den Kreis, der außerdem, bis auf kleine Reste, die Anteile der Städte Marl und Recklinghausen erwarb. Die Beteiligungen wurden im März 1988 an die Vestische Straßenbahnen GmbH übertragen. Das Stammkapital betrug zuletzt rund 1,24 Millionen €.
Über die Zukunft des Flugplatzes hinsichtlich der Beibehaltung des Status quo, Ausbau oder Stilllegung wird heftig diskutiert. Anfang 2004 beschloss der Kreistag des Haupteigentümers Kreis Recklinghausen die Stilllegung. Aufgrund wachsender Widerstände – auch aus der Bevölkerung – sowie offener rechtlicher und finanzieller Fragen wurde diese Stilllegung nie vollzogen.
Im Juni 2006 fasste der Kreistag den Beschluss, die immer wieder auflaufenden Schulden der Verkehrslandeplatz Loemühle GmbH nicht mehr auszugleichen, sodass Insolvenz angemeldet werden musste. Der Verkehrslandeplatz wurde daraufhin privatisiert. Der Betreiber und Eigentümer ab 1. Oktober 2006 ist die neugegründete Flugplatz Loemühle GmbH. Gesellschafter sind Unternehmer und Piloten, die am Erhalt des Flugplatzes interessiert sind. Der Flugplatz hat seit Oktober 2007 die Zulassung für Ultraleichtflugzeuge.

## Wissenswertes
Seit dem Spätsommer 2003 ist der Flugplatz Marl-Loemühle auch die Heimat des German Chaos Aviation Teams und seit 2005 findet auf dem Flugplatz ebenfalls die R3 Club goes Airport Party statt. Außerdem dient der Flugplatz als Basis für die luftbildarchäologische Forschung des Archäologischen Instituts der Ruhr-Universität Bochum. Durch den mutmaßlichen Selbstmord von Jürgen Möllemann am 5. Juni 2003 erlangte der Flugplatz bundesweit Bekanntheit.
Seit April 2016 war mit „Christoph Bochum“ ein Helikopter der Johanniter-Unfall-Hilfe in Marl stationiert. Der Betrieb dieses Luftrettungsmittels in Marl-Loemühle wurde zum 30. Juni 2020 eingestellt.

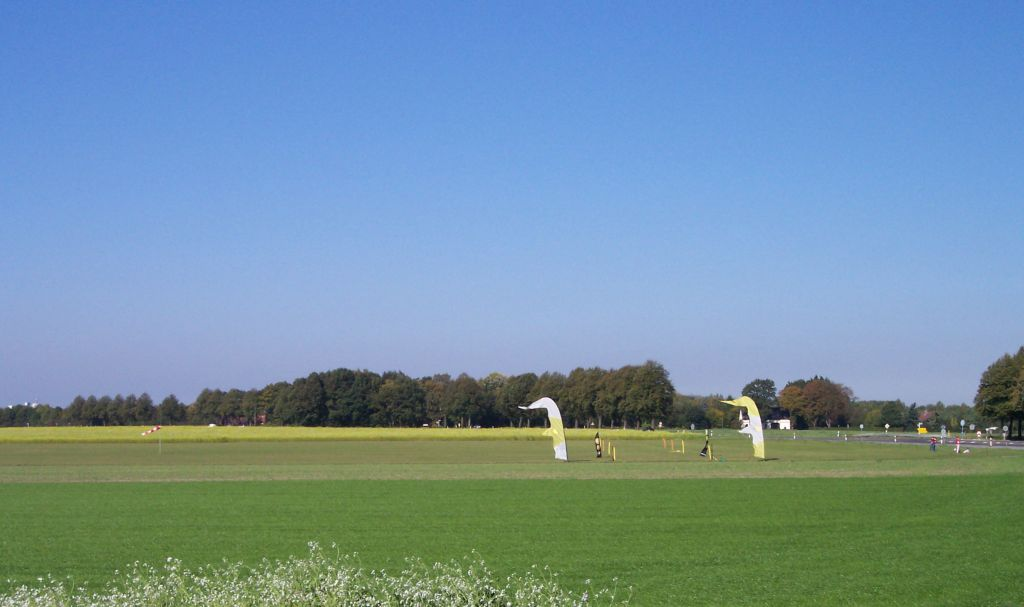
Fallschirmlandeplatz
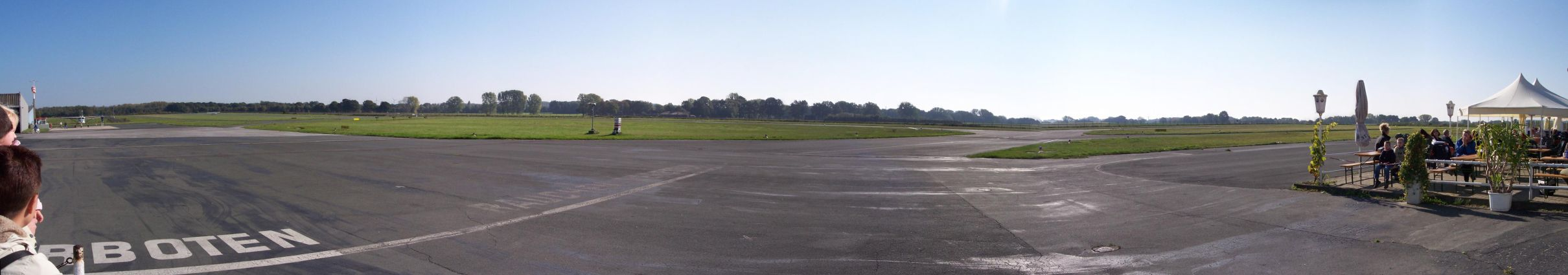
Panorama der Startbahn